# 2008 EZ7
2008 EZ7 ist ein etwa 13 Meter großer Asteroid, der in der Nacht vom 8. zum 9. März 2008 die Erde in einer Entfernung von 160.000 Kilometern passierte. Die nächste Erdentfernung erreichte er am 9. März um 01:20 UTC.
Der Asteroid wurde erst am 7. März 2008 11:44 UTC vom Siding Spring Survey in Australien entdeckt und bei seiner für astronomische Verhältnisse sehr knappen Passage von mehreren Sternwarten weltweit fotografiert. Die Masse des Asteroiden wurde von der NASA mit 4.100 t angegeben.